# Atlantic Sun Conference

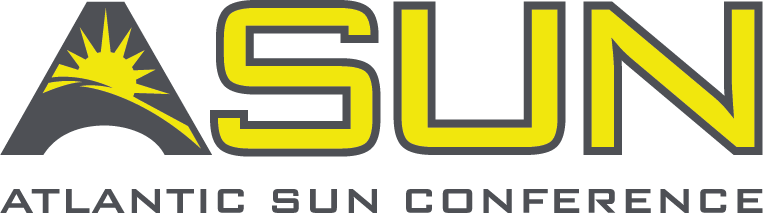

La Atlantic Sun Conference è una delle conference dello sport NCAA. È stata fondata nel 1978 con il nome di Trans America Athletic Conference (TAAC), prima di essere rinominata Atlantic Sun Conference dal 2001 al 2016, anno in cui in seguito a un rebranding ha adottato la denominazione ASUN Conference, salvo poi ritornare ad Atlantic Sun Conference nel 2023 (pur continuando a utilizzare ASUN Conference come abbreviazione ufficiale). Raggruppa università situate prevalentemente nel Sud Est degli Stati Uniti. Gli sport attualmente praticati sono 21 [10 maschili e 11 femminili] tra i quali non c'è il football americano; il quartier generale della conference si trova ad Atlanta.

## Le squadre
| Scuola                         | Sede             | Fondazione | Tipo                  | Studenti | Affiliazione | Nickname            |
| ------------------------------ | ---------------- | ---------- | --------------------- | -------- | ------------ | ------------------- |
| Austin Peay State University   | Clarksville, TN  | 1927       | Pubblica              | 10344    | 2022         | Governors           |
| Bellarmine University          | Louisville, KY   | 1950       | Privata/Cattolica     | 3757     | 2020         | Knights             |
| University of Central Arkansas | Conway, AR       | 1907       | Pubblica              | 10869    | 2021         | Bears e Sugar Bears |
| Eastern Kentucky University    | Richmond, KY     | 1874       | Pubblica              | 16959    | 2021         | Colonels            |
| Florida Gulf Coast University  | Fort Myers, FL   | 1991       | Pubblica              | 10560    | 2007         | Eagles              |
| Jacksonville University        | Jacksonville, FL | 1934       | Privata/Indipendente  | 3400     | 1998         | Dolphins            |
| Kennesaw State University      | Kennesaw, GA     | 1963       | Pubblica              | 20600    | 2005         | Owls                |
| Lipscomb University            | Nashville, TN    | 1891       | Privata/Indipendente  | 3000     | 2003         | Bisons              |
| University of North Alabama    | Florence, AL     | 1830       | Pubblica              | 7233     | 2018         | Lions               |
| University of North Florida    | Jacksonville, FL | 1969       | Pubblica              | 16500    | 2005         | Ospreys             |
| Queens University of Charlotte | Charlotte, NC    | 1857       | Privata/Presbiteriana | 2463     | 2022         | Royals              |
| Stetson University             | DeLand, FL       | 1883       | Privata/Indipendente  | 2200     | 1985         | Hatters             |

### Le future squadre
| Scuola                     | Sede           | Fondazione | Tipo     | Studenti | Affiliazione | Nickname |
| -------------------------- | -------------- | ---------- | -------- | -------- | ------------ | -------- |
| University of West Georgia | Carrollton, GA | 1906       | Pubblica | 13510    | 2024         | Wolves   |